# Valdelacasa de Tajo
Valdelacasa de Tajo ist ein westspanischer Ort und eine Gemeinde (municipio) mit 342 Einwohnern (Stand: 2024) in der Provinz Cáceres in der Autonomen Gemeinschaft Extremadura.

## Lage und Klima
Valdelacasa de Tajo liegt im Osten der Provinz Cáceres an der Grenze zur neukastilischen Provinz Toledo in einer Höhe von ca. 450 m. Der Tajo begrenzt die Gemeinde im Norden. Die Entfernung zur Hauptstadt Cáceres beträgt ca. 100 km (Fahrtstrecke) in westsüdwestlicher Richtung. Das Klima ist meist warm und trocken; der eher spärliche Regen (716 mm/Jahr) fällt hauptsächlich im Winterhalbjahr.

## Bevölkerungsentwicklung
| Jahr      | 1970 | 1981 | 1991 | 2001 | 2011 | 2021 |
| Einwohner | 1203 | 1008 | 756  | 493  | 481  | 343  |

Die zunehmende Mechanisierung der Landwirtschaft, die Aufgabe bäuerlicher Kleinbetriebe („Höfesterben“) und die daraus resultierende Arbeitslosigkeit auf dem Land haben seit den 1950er Jahren zu einem deutlichen Rückgang der Einwohnerzahlen geführt.

## Sehenswürdigkeiten
- maurische Burgruine
- Kirche Mariä Himmelfahrt (Iglesia de la Asunción)
- Annenkapelle

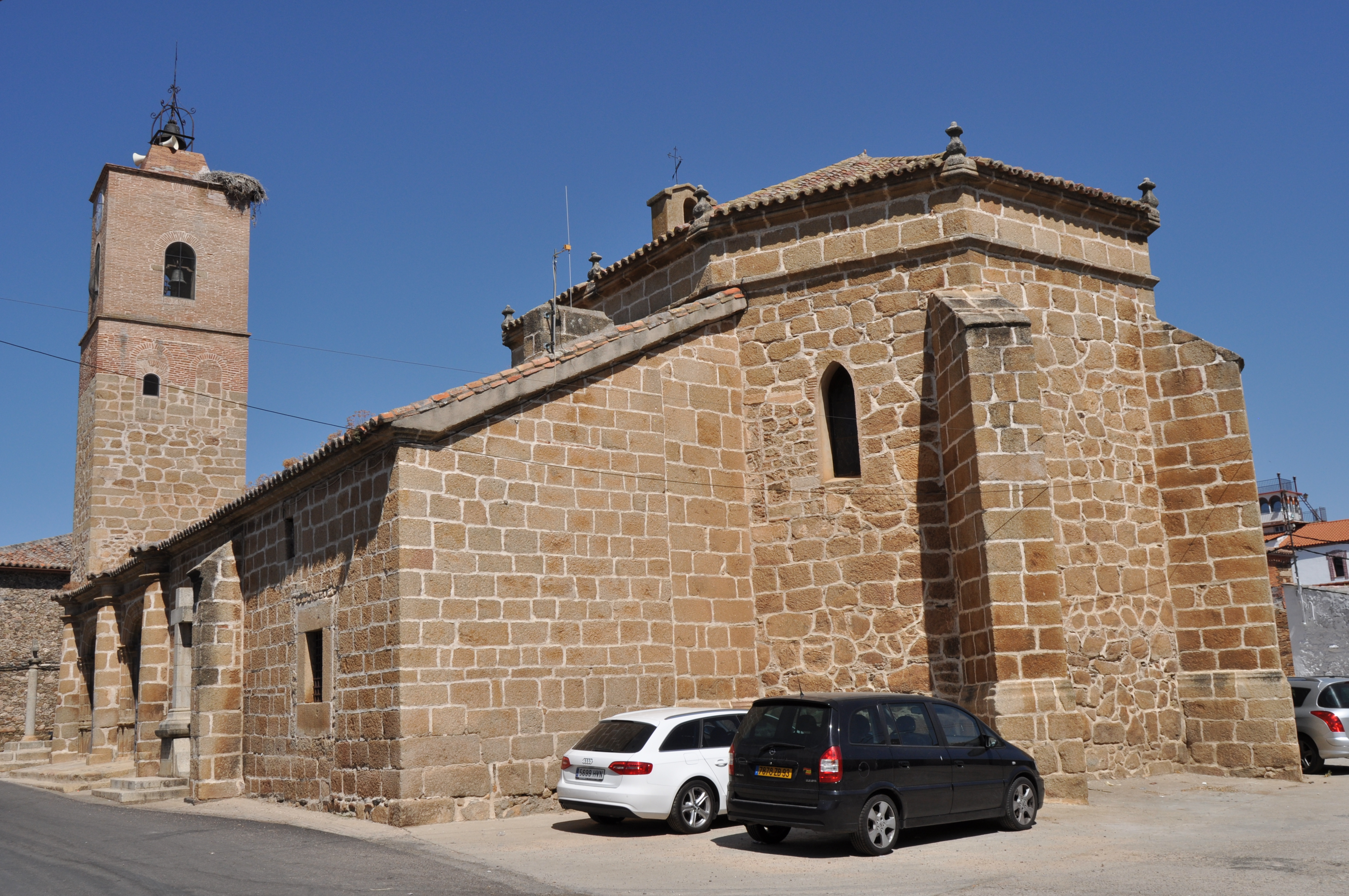
Kirche Mariä Himmelfahrt
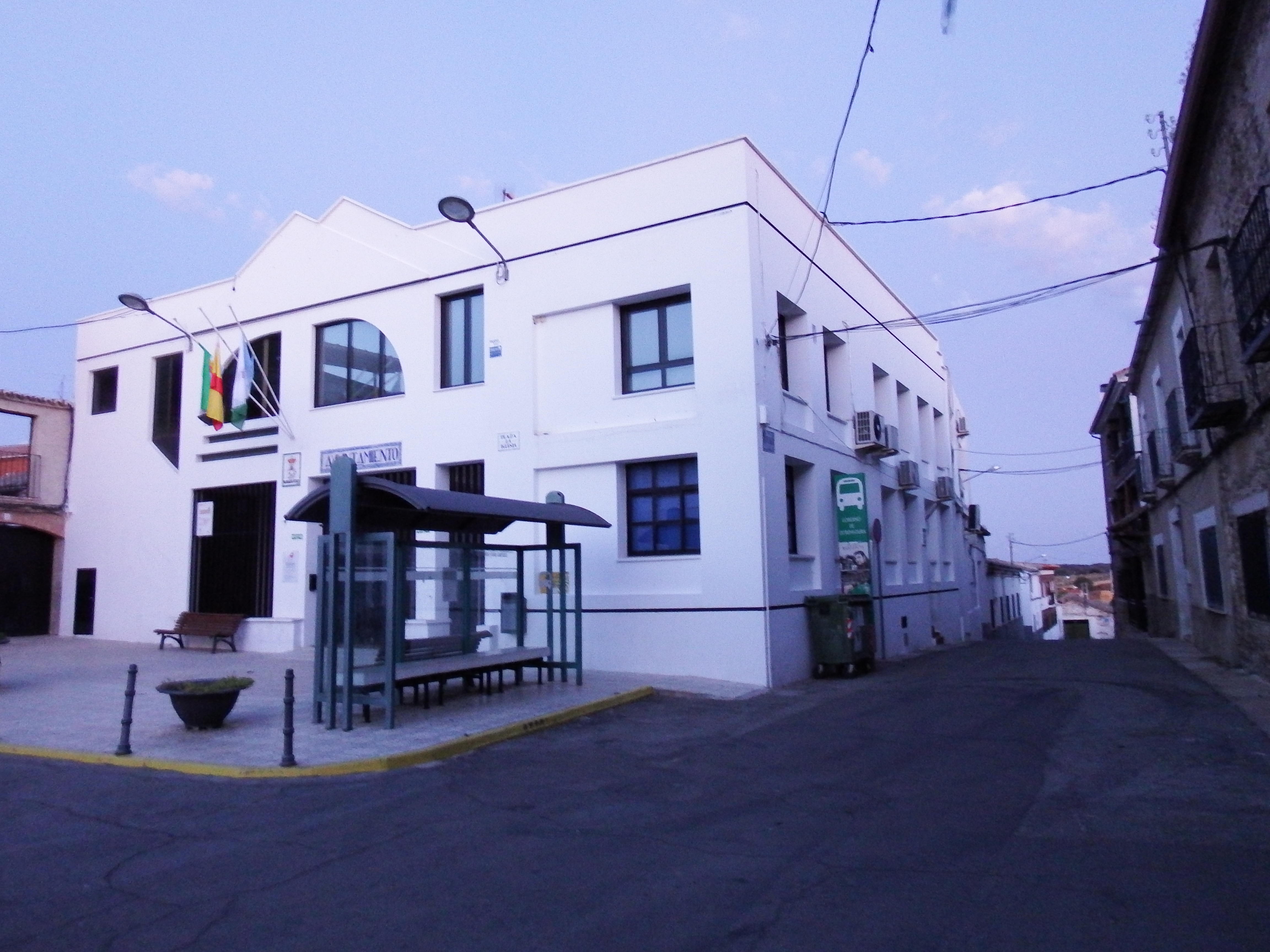
Rathaus